# Koinzidenzmikrofon
Ein Koinzidenzmikrofon (von mittellateinisch coincidentia ‚das Zusammenfallen‘) ist ein Stereomikrofon, bei dem zwei Richtmikrofonkapseln sehr dicht beieinander in einem gemeinsamen Mikrofongehäuse angeordnet sind, so dass im tiefen und mittleren Frequenzbereich keine oder nur sehr kleine relative Phasendifferenzen (Phasenunterschiede) infolge von Wegdifferenzen bei schrägem Schalleinfall zwischen beiden Mikrofonkanälen auftreten.

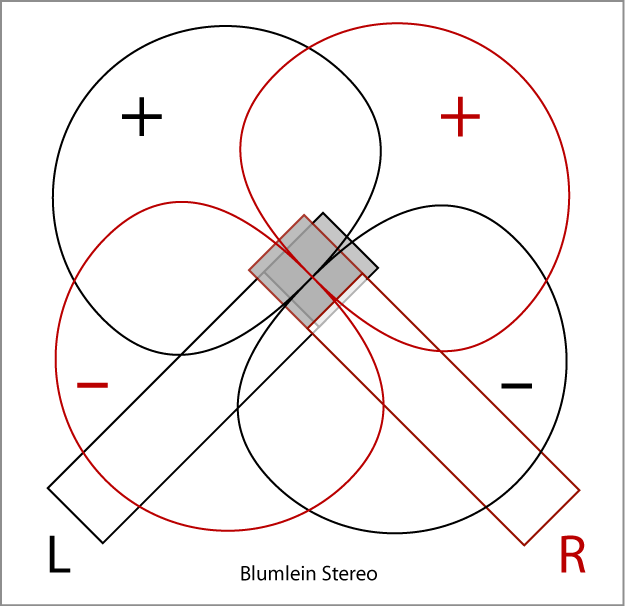

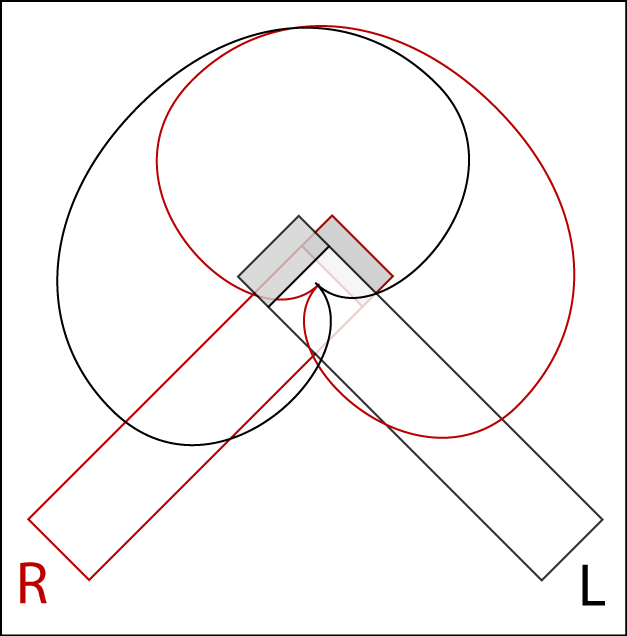
XY-Stereomikrofonierung mit 90° Achsenwinkel

Derartige Koinzidenzmikrofone sind für reine, mono-kompatible Intensitätsstereofonie gedacht, damit bei der elektrischen Addition der beiden Stereosignale zu einem Monosignal Auslöschungen oder Beeinträchtigungen von Frequenzteilen vermieden werden. Die beiden Mikrofonkapseln sind in ihrer Bezugsachse im Achsenwinkel gegeneinander verdrehbar, und sie haben meistens veränderbare Richtcharakteristiken, um den Anforderungen verschiedener Tonaufnahmetechniken gerecht zu werden.
Koinzidenzmikrofone erzeugen einen Stereoeindruck mit hoher Lokalisationsschärfe der Schallereignisse auf der Stereobasis bei geringer Wiedergabe des Raumeindrucks.

## Arten von Koinzidenzmikrofonen
- XY-Anordnung mit Winkelung 90–180°, Nieren-Mikrofone
- Blumlein-Anordnung mit Winkelung 90°, Acht-Mikrofone
- MS-Anordnung bestehend aus einem Acht- und einem Kugelmikrofon übereinander

Hohen Bekanntheitsgrad erreichte das in einem Gehäuse zusammengefasste Mikrofon SM 69 der Firma Georg Neumann.
Meist werden Koinzidenz-Mikrofone aus zwei einzelnen Kleinmembranmikrofonen zusammengesetzt.